# Условно-разделительное умозаключение
Условно-разделительное умозаключение (также полилемма, лемматическое умозаключение) — умозаключение, посылки которого состоят из одного разделительного суждения и нескольких условных. Частные случаи с двумя и тремя условными высказываниями имеют собственные названия — дилемма и трилемма соответственно.
Пример:
Если деятельность порождает полезные факты, ею следует заниматься. Если деятельность развивает мозг, ею следует заниматься. (условные суждения)
Наука или порождает полезные факты, или развивает мозг. (разделительное суждение)
----
Значит, наукой следует заниматься. (заключение)

## Типы

### В логике
В логике полилеммы могут быть конструктивными (утверждающими) или деструктивными (отрицающими), а также простыми или сложными. Таким образом, образуются четыре варианта полилемм:
- простая конструктивная полилемма (см. пример во введении);
- простая деструктивная полилемма;
- сложная конструктивная полилемма;
- сложная деструктивная полилемма.

В простой конструктивной полилемме консеквенты в условных высказываниях одинаковы, потому заключение оказывается категорическим; в сложной конструктивной — консеквенты разные, и потому заключением является разделительное высказывание.
В простой деструктивной – одинаковыми уже являются основания, потому заключение оказывается отрицательным категорическим; в сложной деструктивной — основания разные, и потому заключением является отрицательное разделительное высказывание.